# Jarmila Klimešová
Jarmila Klimešová provdaná Jurkovičová (* 9. února 1981 Šumperk, Československo) je česká atletka, oštěpařka. K jejím největším úspěchům patří titul juniorské mistryně světa z roku 2000 a titul mistryně Evropy do 23 let z roku 2003.
1. června 2008 zvítězila výkonem 61,2 m na mítingu v řecké Kalamatě, čímž splnila kvalifikační A limit 60,5 m a zajistila si účast na olympijských hrách v Pekingu. 24. března 2012 se na mítinku Yellow Pages Series 2 nominovala hodem 60,96 m na Letní olympijské hry 2012 v Londýně, kde skončila na celkovém 14. místě, když výkonem 59,90 m obsadila 7. místo v kvalifikační skupině B.
Dne 24. června 2013 se jí narodila dcera Aneta a 20. září si vzala partnera Jana a přijala jméno Jurkovičová. Její matkou je Jarmila Klimešová starší, která je veteránskou světovou rekordmankou v hodu oštěpem.